# Tyran à queue sombre
Ramphotrigon fuscicauda
Espèce
Statut de conservation UICN

 LC  : Préoccupation mineure
Le Tyran à queue sombre ou Platyrhynque à queue sombre (Ramphotrigon fuscicauda) est une espèce de passereau de la famille des Tyrannidae. 

## Répartition
Cet oiseau vit en Bolivie, au Brésil, en Colombie, en Équateur et au Pérou. 

## Habitat
Son habitat naturel est les forêts de plaine subtropicale ou tropicale. 

## Taxonomie
C'est une espèce monotypique.